# Evarcha nigrifrons
Evarcha nigrifrons är en spindelart som först beskrevs av Koch C.L. 1846.  Evarcha nigrifrons ingår i släktet Evarcha och familjen hoppspindlar. Inga underarter finns listade i Catalogue of Life.